# Diatenes aglossoides
Diatenes aglossoides là một loài bướm đêm trong họ Noctuidae.

## Hình ảnh

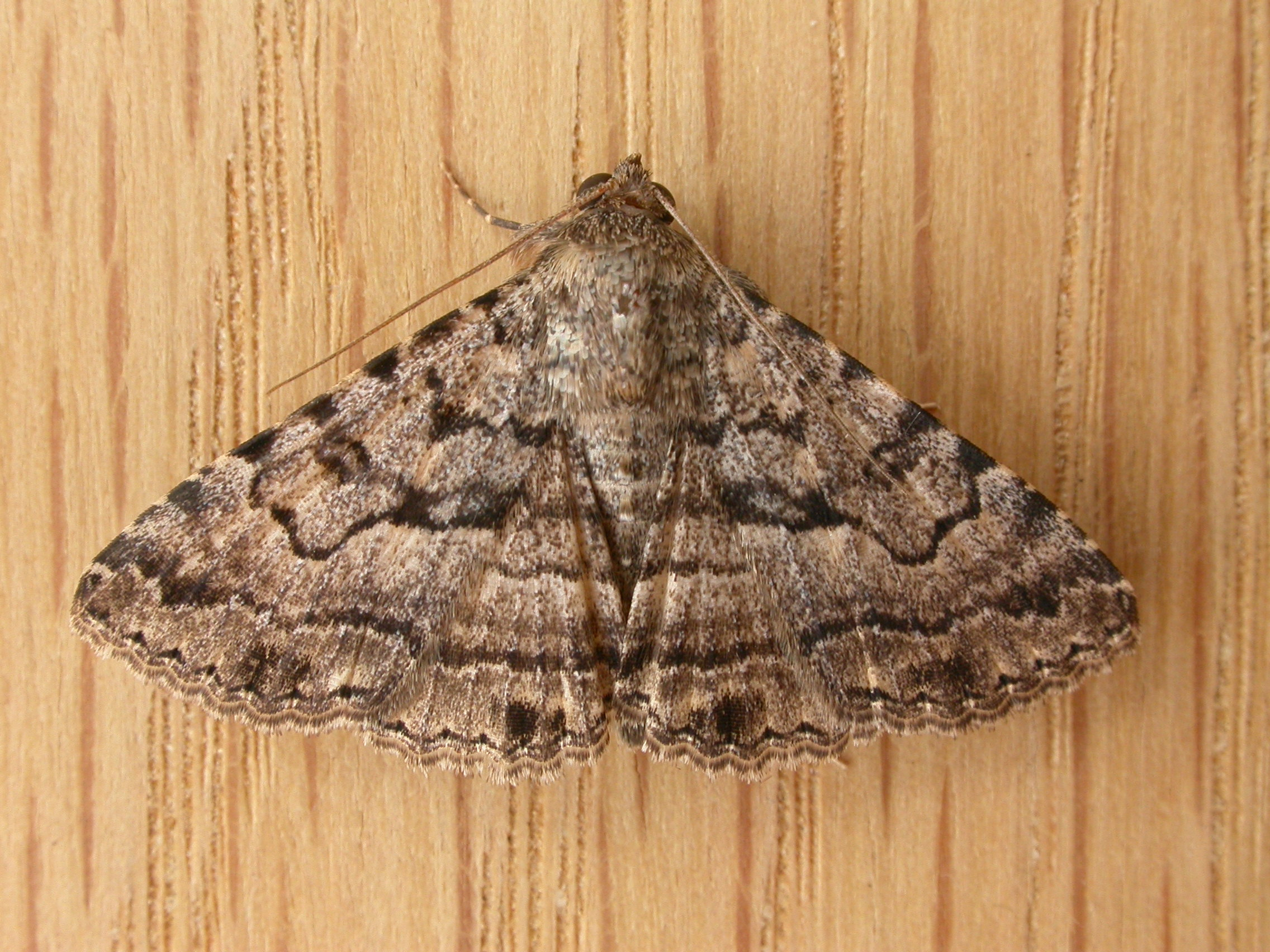
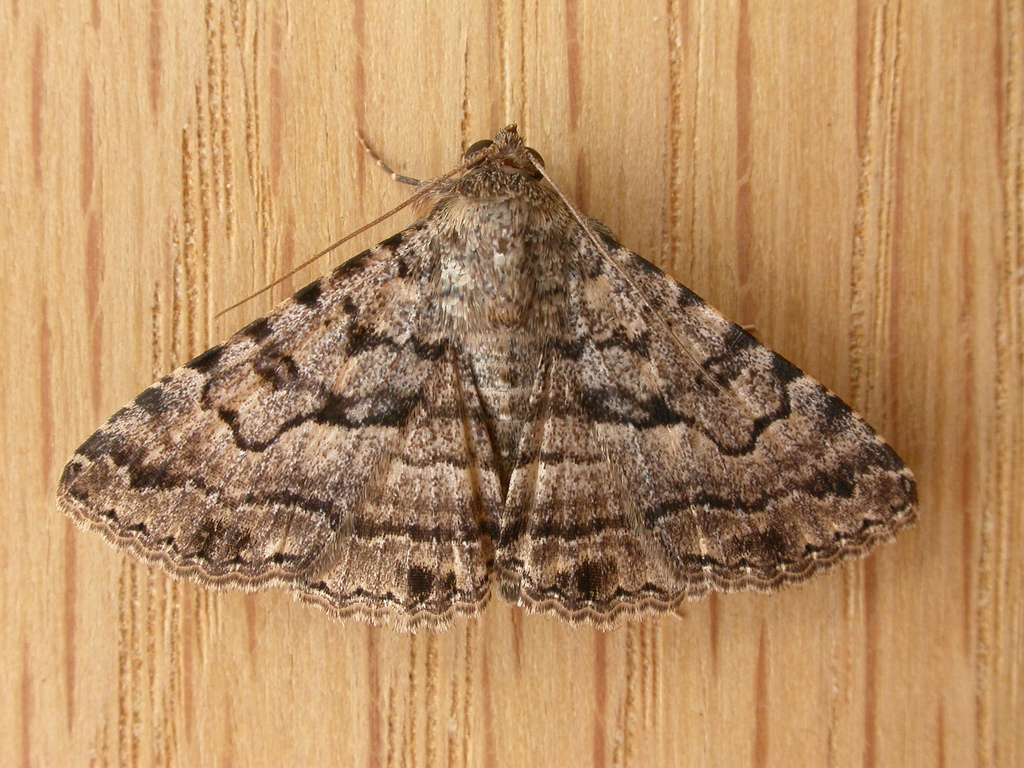
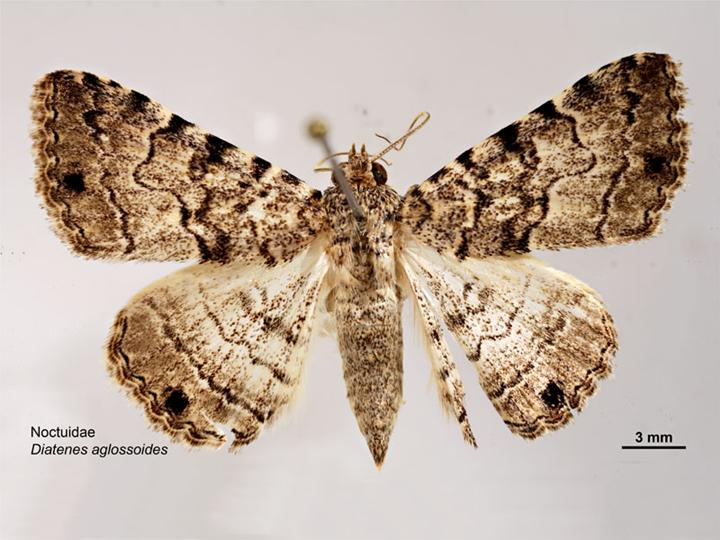
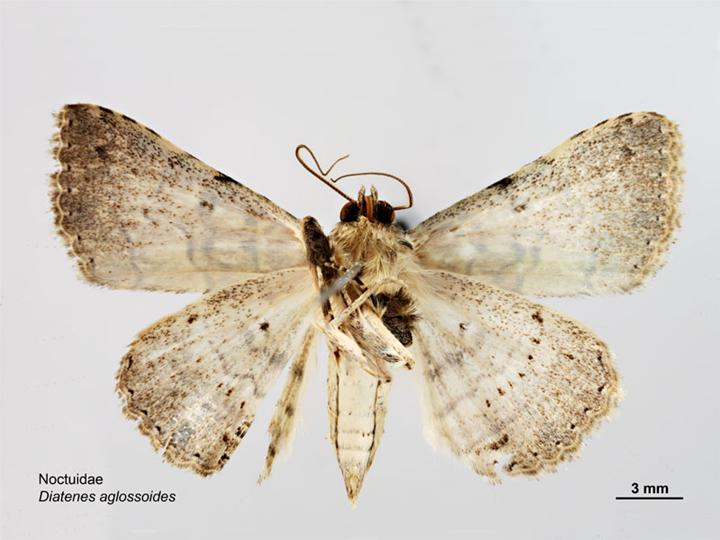